# Jos Breyre
Jos Breyre (* 25. November 1902 in Malmedy; † 20. November 1995 in Brüssel) war ein belgischer Jazzmusiker (Posaune, Arrangement, Komposition).

## Leben und Wirken
Breyre hatte als Kind zunächst Geigenunterricht, bevor er schließlich zur Posaune wechselte. 1922 gehörte er in Malmedy der Militärkapelle des 9. Regiments an, das er 1929 verließ und sich der Jazzmusik zuwandte. Peter Packay verschaffte ihm ein erstes Engagement, bis er schließlich 1930 Mitglied der Broadway Melodians unter Leitung von Robert Kierberg wurde und mit ihr im Casino von Knokke auftrat. Ab 1931 arbeitete er bei Gus Deloof & His Racketeers, mit dem auch erste Aufnahmen für Pathé entstanden, 1933/34 u. a. bei Jack de Vries’ Internationals in den Niederlanden. 1935 kehrte er nach Brüssel zurück und arbeitete bei Fud Candrix, ab Anfang 1936 kurz bei Stan Brenders, anschließend bei Ray Ventura, bei dessen Aufnahmen mit Django Reinhardt 1937–39 er mitwirkte. In dieser Zeit war er auch an Aufnahmen mit dem Quintette du Hot Club de France („Bolero“) und Philippe Brun and His Swing Band beteiligt.
Während der Besetzung Belgiens durch die deutsche Wehrmacht galt Breyre als „Volksdeutscher“, da er aus dem deutschsprachigen Ostbelgien stammte, und hatte so Gelegenheit, als Musiker in Berlin zu arbeiten. Dort spielte er ab 1940 in den Orchestern und (Jazz)-Ensembles von Adolf Steimel, Ernst van’t Hoff, Benny de Weille, Kurt Widmann, in Charlie and his Orchestra, bei Lutz Templin, Harry van Dyk, Teddy Kleindin, Primo Angeli, Ernst Weiland und noch im April 1944 in Stuttgart bei Freddie Brocksieper.
Nach Kriegsende arbeitete Breyre bei Boyd Bachman in Amsterdam, 1952 wirkte er in Brüssel bei Aufnahmen des Bandleaders Billy Moore mit den Peters Sisters mit („Basin Street Blues“). 1953 hatte er in Brüssel eine eigene Band, mit der er in der Taverne de Palace auftrat; Ende 1953 spielte er erneut bei Fud Candrix, anschließend im Orchester von Frank Temmer in Blankenberge. In den 1960er-Jahren gehörte er verschiedenen Tanzorchestern an, mit denen er auch in Westdeutschland spielte, ab 1967 mit eigenem Orchester in Brüssel. 1980 gehörte er noch der Brussels Big Band an, bevor er 1982 seine musikalischen Aktivitäten einstellte. Breyre galt sowohl als hervorragender Blues-Interpret als auch als begabter Arrangeur von sinfonischem Jazz. 
Im Bereich des Jazz war er zwischen 1931 und 1980 an 93 Aufnahmesessions beteiligt.

## Lexikalischer Eintrag
- Émile Henceval: Dictionnaire du jazz à Bruxelles et en Wallonie. Liège: Pierre Mardaga, 1991.